# دوري جرينلاند لكرة القدم 1990
دوري جرينلاند لكرة القدم 1990 هو موسم من دوري جرينلاند لكرة القدم. فاز فيه Nuuk Idraetslag ‏.